# Laura Welsh
Laura Welsh es una cantante británica de pop nacida en Liverpool. Fue vocalista del grupo Laura & the Tears, grupo con el que publicó un EP en 2009 titulado Love Live On. Luego de la separación de la banda, Laura se mudó a Londres para iniciar una carrera como solista, primero bajo el seudónimo de Hey Laura, y luego simplemente como Laura Welsh. Empezó a grabar música con Emile Haynie y Lightspeed Champion y publicó algunos sencillos en 2013 con la discográfica Polydor Records. En 2014 abrió recitales para Ellie Goulding y London Grammar y fue vocalista en el sencillo de Gordon City "Here for You", el cual logró ingresar en las listas de éxitos británicas. En los Estados Unidos, su EP homónimo logró escalar a la posición #23 en la lista de éxitos Billboard en 2014, y el sencillo "Undiscovered", que fue utilizado en la banda sonora de la película Fifty Shades of Grey, alcanzó el #38 en la lista Rock Songs al año siguiente.

## Discografía
- Laura Welsh EP (Polydor Records, 2014)
- Soft Control (Polydor Records, 2015)
- See Red EP (TwentyTwoSeven Recordings, 2016)